# La Rose blanche (association)
Pour les articles homonymes, voir Rose blanche.

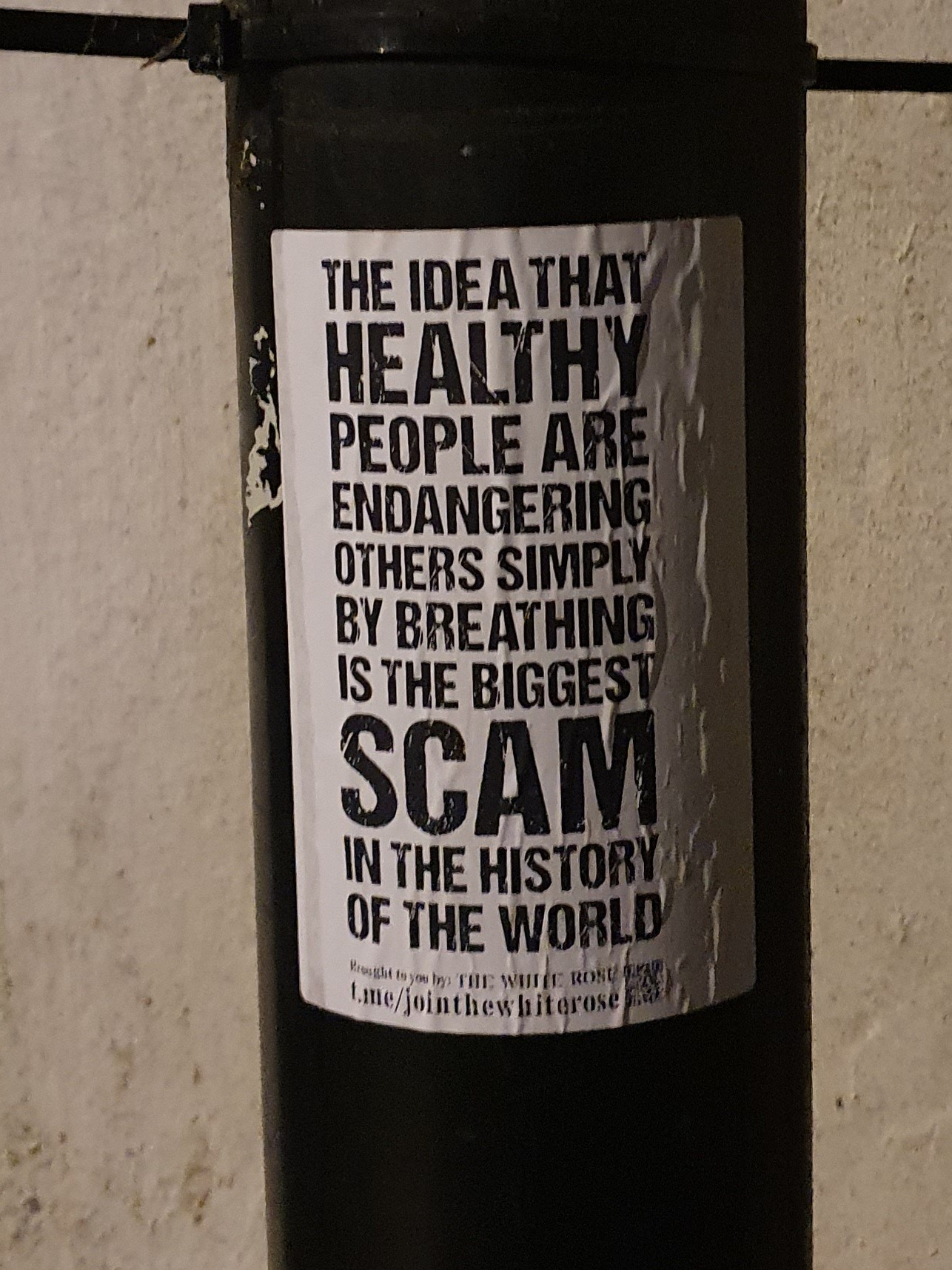
Autocollant à Cornwall, 2021

La Rose blanche ou White Rose en anglais est un groupe qui mène une campagne de pose d'autocollants pour diffuser de l'information concernant l'opposition aux mesures de lutte contre la pandémie de Covid-19 durant la pandémie de Covid-19. Son nom est une appropriation de celui du groupe antinazi La Rose blanche, auquel il n'a aucun rapport. Les autocollants distribués par le groupe incluent messages anti-vaccin et anti-masque, déni de l'existence de la pandémie de Covid-19 et théories du complot sur un Nouvel Ordre mondial,. Leurs tactiques ont été comparées à celles du groupe Hundred-Handers (en).

## Description
Le groupe est organisé autour d'un groupe Telegram utilisé pour distribuer des modèles d'autocollants, que les abonnés impriment à l'aide d'étiqueteuses et les publient dans des lieux publics. Les autocollants contiennent à leur tour des URL qui renvoient vers des sites Web contrôlés par le groupe, attirant de nouveaux membres dans un processus de feedback. D'autres modèles téléchargeables imitent l'apparence de documents officiels et comportent des codes QR, liens vers des sites Web contrôlés par le groupe.
Le groupe opère principalement au Royaume-Uni et aux États-Unis mais possède également des groupes locaux en Australie, Belgique, Allemagne, Pays-Bas, Nouvelle-Zélande, Pologne et Israël,. En Australie, certaines de leurs activités d'autocollants ont été dirigées vers les communautés juives et incluent des autocollants portant des croix gammées dans le but de dénoncer des mesures sanitaires totalitaires. En janvier 2022, leur groupe Telegram comptait près de 60 000 membres.
En avril 2021, une femme de Wythenshawe, en Angleterre, a été arrêtée parce qu'elle était soupçonnée de dommages criminels après avoir affiché des autocollants White Rose dans le centre-ville.